# 川口友万
川口 友万（かわぐち ともかず、1966年2月2日 - ）は、日本の文筆家、サイエンスライター。

## 来歴
福岡県福岡市中央区出身。名古屋市立菊里高等学校を経て富山大学理学部物理学科を卒業する。毎日コミュニケーションズ（現・マイナビ）に入社し、出版事業部広告課、PCfan編集部、MacFan internet編集部を経て1999年に退社。フリーライターとなる。
2009年7月、初の著書となる『大人の怪しい実験室～都市伝説の検証』（データハウス）を刊行した。前職から同著を書くまでは転職情報系媒体の企業案内、入社案内、ビジネス雑誌の記事等の執筆を業とした。同書の記事の多くを掲載したミリオン出版の月刊誌『不思議ナックルズ』（その後『怖い噂』に改題・季刊化ののち、休刊）のロフトプラスワンでのイベントに手売りのブースを出した際に、北芝健と知り合い、親交を持つ。
2015年11月1日よりフロムロンドンカフェ内バースペースTARUHOを、東京都目黒区目黒本町の武蔵小山コレクションハウスビルにて、“酒を飲みながら実験する”をコンセプトに『科学実験酒場』を毎週日曜日に営業した（アシスタントはコスプレアイドルの高実茉衣）。ビルの取り壊しに伴って店舗を移動後、2018年春に閉店した。
2021年8月まで『女性セブン』（小学館）の投稿コーナーを担当した。また、ダイヤモンド・オンライン、Web現代ビジネスにてビジネスマン向けの記事を不定期で執筆している。

## 書籍

### 単著
- 『大人の怪しい実験室』データハウス、2009年
- 『あぶない科学実験』彩図社、2010年
- 『飛び込め! 男の科学くん』ぶんか社、2010年
- 『実録　本当にあった警察の心霊事件簿』学研パブリッシング、2011年
- 『媚薬の検証』データハウス、2011年
- 『ビタミンCは人類を救う!!』学研パブリッシング、2013年
- 『ホントにすごい！日本の科学技術』双葉社<双葉社スーパームック>、2014年
- 『オーラ? 不思議なキルリアン写真の世界』双葉社、2014年
- 『みんなのためのストレスチェック制度 明解ハンドブック』双葉社、2015年
- 『なんでも未来ずかん』講談社、2017年
- 『ラーメンを科学する』カンゼン、2017年
- 『ムスコのこと』平原社、2018年
- 『ストレスを消す100の方法』宝島社<宝島MOOK>、2021年
- 『医者が教える健康の新常識 やってはいけない50のこと』宝島社<宝島MOOK>、2021年
- 『「至極」のラーメンを科学する』カンゼン、2021年

### 共著
- 『都市伝説完全読本』ミリオン出版
- 『迷宮探訪』双葉社
- 『タブーすぎるトンデモ本の世界』サイゾー
- 『トンデモ本の大世界』アスペクト

### 構成など
- 『最先端のSDGsノハムこそが中小企業の苦境を救う』楓書店
- 『奇跡のバナナ』学研パブリッシング
- 『未病改善のススメ』五月書房新社
- 大槻ケンヂ・山口敏太郎『人生で大切なことはオカルトとプロレスが教えてくれた』角川書店
- 北芝健・飛鳥昭雄『公安情報から読み解くユダヤと天皇家の極秘情報』文芸社
- 『イルミナティ対談　ベンジャミン*フルフォード×泉パウロ 悪魔の秘密結社と聖書預言』学研パブリッシング<ムー・スーパーミステリー・ブックス>
- 『健康診断 人間ドック直前対策マニュアル』マイナビ<マイナビ新書>
- 『専門医が教える毎日ぐっすり眠れる5つの習慣』三笠書房
- 『女性のための黒門式五行風水』東邦出版